# Milula
Milula é um género botânico pertencente à família Alliaceae.
1. ↑  «Milula — World Flora Online». www.worldfloraonline.org. Consultado em 19 de agosto de 2020